# Hechtia epigyna
Hechtia epigyna är en gräsväxtart som beskrevs av Hermann August Theodor Harms. Hechtia epigyna ingår i släktet Hechtia och familjen Bromeliaceae. Inga underarter finns listade i Catalogue of Life.

## Bildgalleri

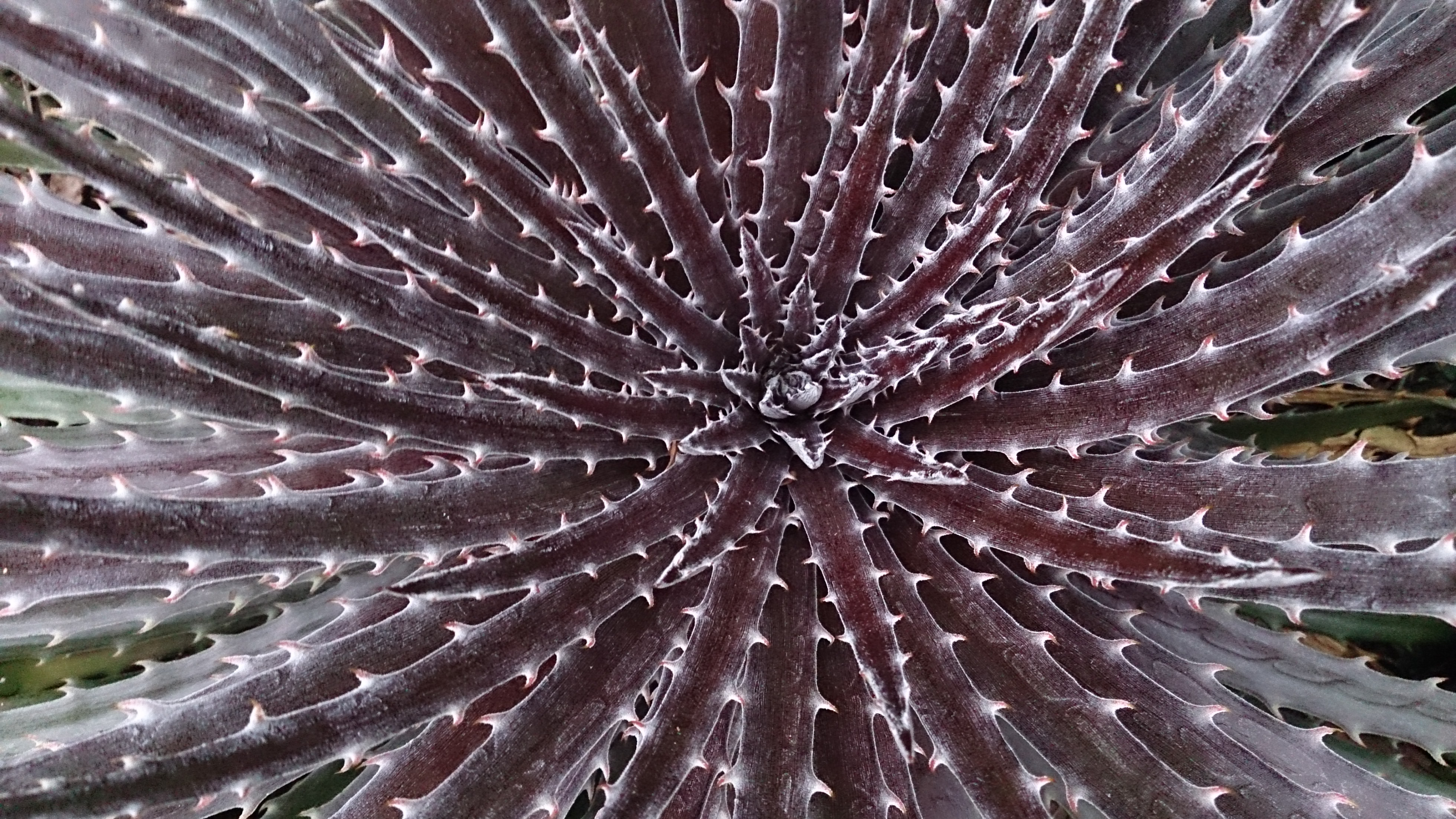
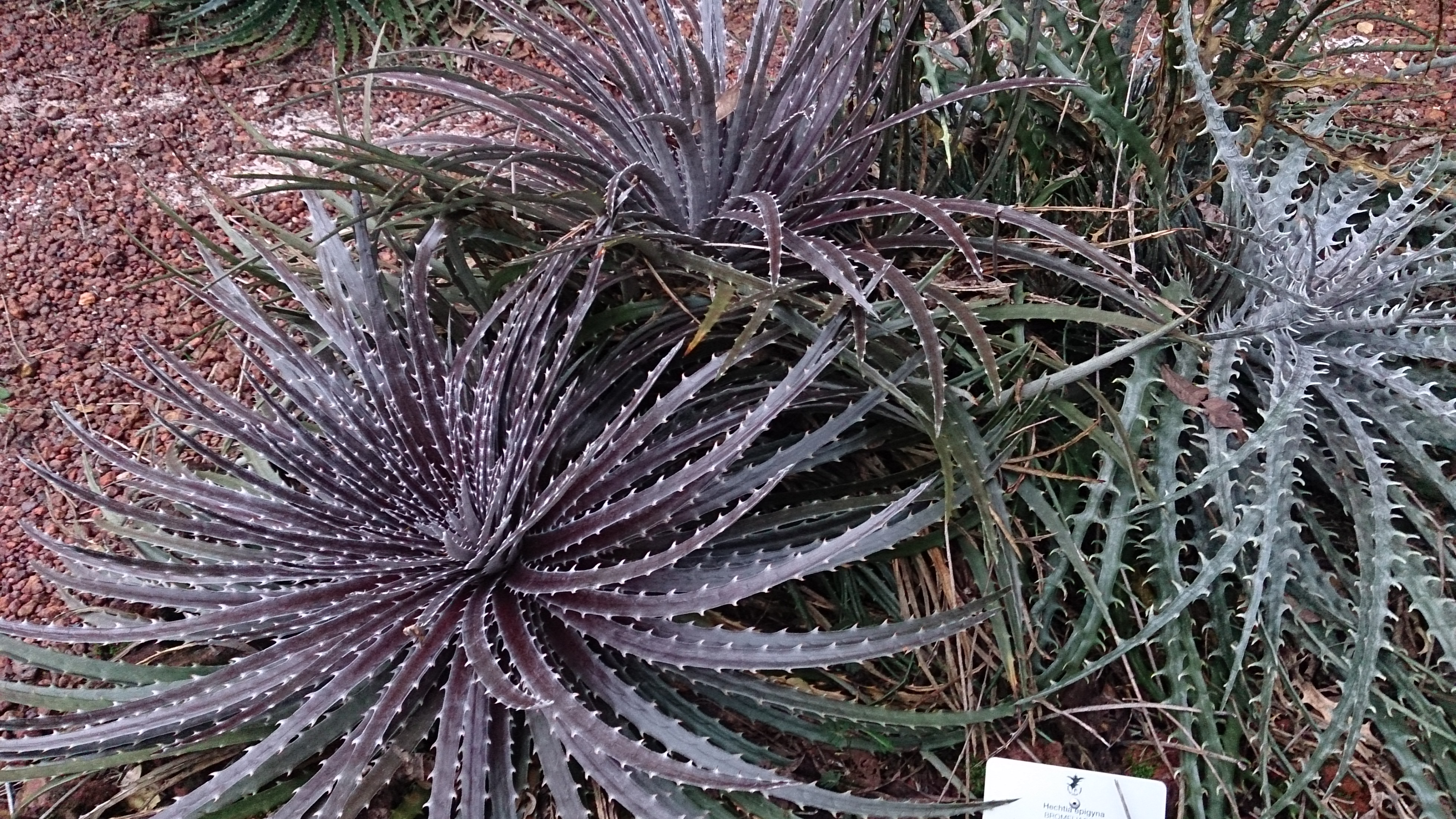
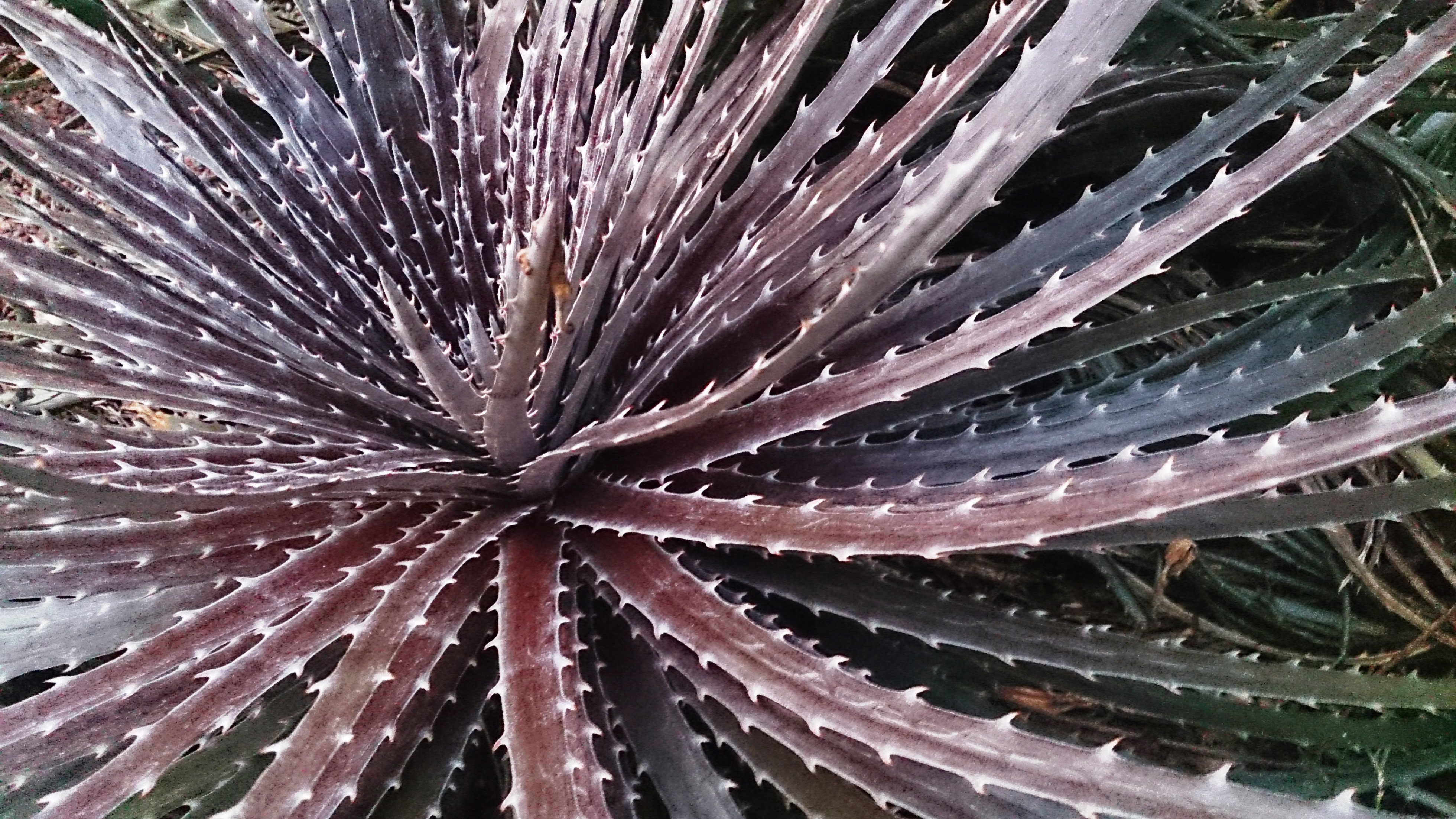